# Красна Бурна
Кра́сна Бу́рна (рос. Красная Бурна, башк. Ҡыҙыл Борна) — присілок у складі Благовіщенського району Башкортостану, Росія. Входить до складу Бедеєво-Полянської сільської ради.
В радянські часи присілок був ліквідований, відновлений знову 2006 року.